# Tom Lehrer
Thomas "Tom" Andrew Lehrer, född 9 april 1928 på Manhattan i New York, död 26 juli 2025 i Cambridge, Massachusetts, var en amerikansk musiker (kompositör, textförfattare, sångare, pianist), satiriker och matematiker.

## Biografi
Lehrer studerade matematik vid Harvard University, där han avlade bachelor- och masterexamen. Han var därefter inskriven som doktorand i många år samtidigt som han undervisade i matematik och ägnade sig åt musik.
Lehrer uppträdde framförallt på 1950- och 60-talen med sånger som vanligen är satiriska och behandlar ämnen som amerikansk inrikespolitik och kärnvapen. Många är också parodier på någon musikgenre, som ragtime, väckelsepsalm, kärleksballad eller tango. Andra av hans sånger är inspirerade av matematik och naturvetenskap. Flera av Lehrers sånger har tolkats av Lars Ekborg på svenska i översättning av Per-Anders Boquist.
Lehrer skrev senare sånger till det amerikanska barnteveprogrammet The Electric Company.

## Diskografi
Album
- 1953 – Songs by Tom Lehrer (studioalbum)

1. "Fight Fiercely, Harvard"
2. "The Old Dope Peddler"
3. "Be Prepared"
4. "The Wild West Is Where I Want to Be"
5. "I Wanna Go Back to Dixie"
6. "Lobachevsky"
7. "The Irish Ballad"
8. "The Hunting Song"
9. "My Home Town"
10. "National Brotherhood Week - When You Are Old and Grey"
11. "I Hold Your Hand in Mine"
12. "The Wiener Schnitzel Waltz"

- 1959 – More of Tom Lehrer (studioalbum)

1. "Poisoning Pigeons in the Park"
2. "Bright College Days"
3. "A Christmas Carol"
4. "The Elements" (musik av Arthur Sullivan)
5. "Oedipus Rex"
6. "In Old Mexico"
7. "Clementine"
8. "It Makes a Fellow Proud to Be a Soldier"
9. "She's My Girl"
10. "The Masochism Tango"
11. "We Will All Go Together When We Go"

- 1959 – An Evening Wasted With Tom Lehrer (livealbum)

1. "Poisoning Pigeons in the Park" – 2:38
2. "Bright College Days" – 3:03
3. "A Christmas Carol" – 2:54
4. "The Elements" – 2:16
5. "Oedipus Rex" – 3:41
6. "In Old Mexico" – 6:26
7. "Clementine" – 4:40
8. "It Makes a Fellow Proud to Be a Soldier" – 4:50
9. "She's My Girl – 2:53
10. "The Masochism Tango" – 3:30
11. "We Will All Go Together When We Go" – 5:32

- 1960 – Revisited (livealbum)

  (Sånger från albumet Songs by Tom Lehrer från 1953.)
- 1965 – That Was The Year That Was (livealbum)

1. "National Brotherhood Week" – 2:35
2. "MLF Lullaby (MultiLateral Force)" – 2:25
3. "George Murphy" – 2:08
4. "The Folk Song Army" – 2:12
5. "Smut" – 3:15
6. "Send the Marines" – 1:46
7. "Pollution" – 2:17
8. "So Long, Mom (A Song for World War III)" – 2:23
9. "Whatever Became of Hubert? (vice president Hubert Humphrey)" – 2:13
10. "New Math" – 4:28
11. "Alma (Mahler Gropius Werfel)" – 5:27
12. "Who's Next?" – 2:00
13. "Wernher Von Braun" – 1:46
14. "The Vatican Rag" – 2:14

- 1997 – Songs and More Songs by Tom Lehrer (samlingsalbum)

  (Sångerna från albumen från 1953 och 1959.)
- 2000 – The Remains of Tom Lehrer (3-CD box)

  (Alla ovanstående sånger, plus: )
- - "L-Y"
  - "Silent E"
  - "O-U (The Hound Song)"
  - "S-N (Snore, Sniff, And Sneeze)"
  - "N Apostrophe T"
  - "Selling Out"
  - "(I'm Spending) Hanukkah in Santa Monica"

## Övriga sånger
- "Introduction"
- "That's Mathematics"
- "I Got It From Agnes"